# Villospår (2001)
Villospår är en svensk miniserie från 2001 i regi av Leif Magnusson. Miniserien baseras på boken med samma namn. Kommissarie Kurt Wallander spelas av Rolf Lassgård. 

## Handling
Det är höst och människorna i den annars så lugna småstaden Ystad slår sig till ro. Men för kommissarie Kurt Wallander bryts idyllen av att en ung kvinna bränner sig till döds i en majsåker.
Strax därpå slår en seriemördare till med en rad allt mer bestialiska mord. Vad finns det för samband mellan en pensionerad justitieminister, en framgångsrik konsthandlare och en vanlig småtjuv? Varför skalperar mördaren sina offer? 

## Rollista (i urval)
- Rolf Lassgård - Kurt Wallander
- Siw Erixon - Ann-Britt Höglund
- Jenny Rudell - Linda Wallander
- Christer Fant - Svedberg
- Lars Melin - Martinsson
- Lars Nordh  - Forsfält
- Kerstin Andersson - Lisa Holgersson
- Klas Gösta Olsson - Nyberg
- Henrik Persson - Stefan
- Fredrik Gunnarsson - Björn Fredman
- Stig Grybe - Wetterstedt
- Rune Bergman - Bonden
- Mats Einar Jakobsson- Homosexuell
- Tomas Köhler - Geert